# 매매꾼
"매매꾼"은 1989년에 개봉한 대한민국의 영화이다.

## 캐스팅
- 이동준 : 찬미 역
- 김문희 : 혜라 역
- 이강조 : 황금배 역
- 최인숙 : 홍 마담 역
- 이석구 : 해결사 역
- 권성용 : 용달꾼 역
- 박양희
- 김경주
- 안혜리
- 양혜승
- 백종선
- 이정희
- 장철
- 박동룡
- 나갑성
- 정영국
- 신동욱
- 최근재
- 한주현
- 송윤배
- 유주리
- 양경인
- 오도규
- 이상용
- 박세범
- 송금식
- 이화진
- 강용규
- 김태흥
- 김대림
- 조태봉
- 황현준
- 유성